# RTL型美铁燃气轮机动车组
RTL型美铁燃气轮机动车组（英文原名：RTL Turboliner）是美铁曾使用的一型燃气轮机/电力双动力源客运动车组，是美铁燃气轮机动车组的一个子型号，服役于1976年—2003年。“RTL型美铁燃气轮机动车组”共制造7列。“RTL型美铁燃气轮机动车组”拥有RTL型、RTL-2型、RTL-3型三个子型号，其中RTL-2型、RTL-3型全部由既有RTL型升级改造而来。

## 概述
美铁在订购“RTG型美铁燃气轮机动车组”后，又订购了7列“RTL型美铁燃气轮机动车组”，“RTL型美铁燃气轮机动车组”在1976年至1977年间陆续交付。 “RTL型美铁燃气轮机动车组”由美国企业罗尔工业在加利福尼亚州丘拉维斯塔的工厂制造。 “RTL型美铁燃气轮机动车组”标准编组是5节编组：头尾两节带驾驶室的动力车、一节餐车和两节座位车；车厢中仅头车和尾车有动力，其余车厢均为无动力车厢。 标准编组下的载客量为264人。 美铁有时在运营“RTL型美铁燃气轮机动车组”时会另外加挂一节座位车。 “RTL型美铁燃气轮机动车组”在之前的“RTG型美铁燃气轮机动车组”的基础上研制，但车钩采用美国常用的詹尼车钩，头车和尾车的设计也和“RTG型美铁燃气轮机动车组”有着明显的不同。 “RTL型美铁燃气轮机动车组”是美铁购买的最后一型燃气轮机动车组，因为传统柴油机车牵引无动力铁路客车的组合成本更低。
“RTL型美铁燃气轮机动车组”宽度为10英尺（3,048 mm），比“RTG型美铁燃气轮机动车组”宽度9英尺51⁄2英寸（2,883 mm）更宽，因而内部空间更大。“RTL型美铁燃气轮机动车组”采用高地板高入口，以配合东北走廊的高站台。“RTL型美铁燃气轮机动车组”缓冲强度符合美国联邦铁路管理局80万磅（362873.9公斤）的缓冲强度要求，尽管“RTG型美铁燃气轮机动车组”豁免了这一要求。
“RTL型美铁燃气轮机动车组”可使用第三轨供电，使其能够进入纽约大中央车站，后来又进入纽约宾夕法尼亚车站。 在使用第三轨供电时，列车最高限速为45英里/小时（72.4公里/小时）。与之前在美国中西部运营的“RTG型美铁燃气轮机动车组”一样，美铁在美国纽约州伦斯勒设立了一个单独的车辆基地，该车辆基地于1977年11月30日启用，耗资1500万美元。 “RTL型美铁燃气轮机动车组”燃料箱容量为2560美制加仑（等于9700升或2130英制加仑），续航里程为950英里（1530公里）。 7列“RTL型美铁燃气轮机动车组”总造价为3200万美元。
“RTL型美铁燃气轮机动车组”首通仪式的时间为1976年9月18日至19日。1976年9月20日开始在帝国走廊提供定期客运服务。 最初的两列“RTL型美铁燃气轮机动车组”主要仅在纽约↔奥尔巴尼的线路上开行，周六和周日每天各在纽约↔水牛城开行一个往返。
 

1977年3月1日，纽约↔蒙特利尔的阿第伦达克号列车开始使用“RTL型美铁燃气轮机动车组”替换传统列车。

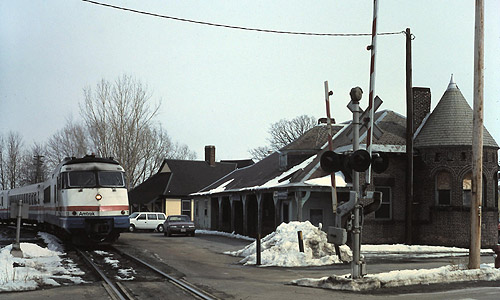
1989年4月时使用“RTL型美铁燃气轮机动车组”的阿第伦达克号列车（英语：Adirondack (train)）。

到1977年4月，在纽约上州多数旅客列车线路上，“美铁燃气轮机动车组”已经取代了传统列车，例外情况包括部分纽约↔奥尔巴尼的旅客列车、湖畔特快”和“尼亚加拉彩虹号列车”。1989年时，经过12年的运营，该型列车的利用率达到90%。

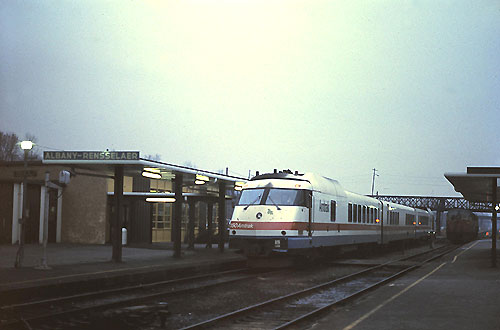
1977年11月10日“RTL型美铁燃气轮机动车组”在美国纽约州的奥尔巴尼—伦斯勒站（英语：Albany–Rensselaer station）。

### RTL-2型
1995年，美铁和纽约州合作升级了一列既有“RTL型美铁燃气轮机动车组”，耗资200万美元，这列动车组升级后型号改为“RTL-2型美铁燃气轮机动车组”。这次升级包括两台新的Turbomeca Makila T1型燃气轮机，其中每个单台燃气轮机的功率均为1600马力（1200千瓦）。 内部进行了翻新，外部涂装也发生了变化。美国工程公司“莫里森-努森”负责升级头尾动力车厢，而美铁则在自己的比奇格罗夫车辆段对无动力车厢内部进行了大修。在帝国走廊和东北走廊的测试中，最高速度可达125英里/小时（201公里/小时），并比之前更节能。

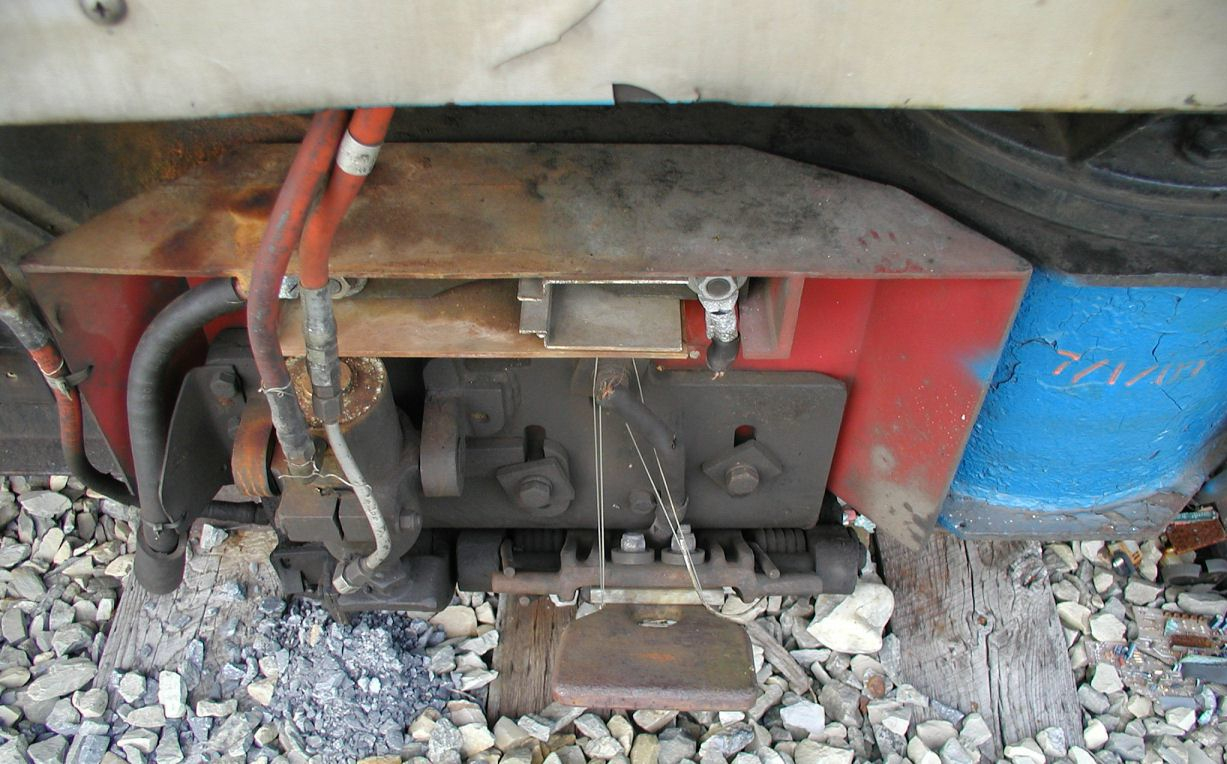
“RTL-2型燃气轮机动车组”的集电靴，用于进出纽约宾夕法尼亚车站。

### RTL-3型
1998年，美铁和纽约州开始联合实施既有线提速高速铁路项目，其中1.85亿美元的投资用于改善帝国走廊的服务。其中一个关键部分是将全部7列既有“RTL型美铁燃气轮机动车组”，升级为“RTL-3型美铁燃气轮机动车组”，纽约州为此选定超级钢铁公司（英文原名：Super Steel）作为承包商，前两列升级后的列车计划于1999年投入使用。但因各种原因导致投入使用时间推迟到2003年4月。另外5列原定于2002年投入服务列车仅1列完成升级改造且从未投入商业运营。 2001年，为了防止与新的通用电气P42DC型柴电机车的编号重复，所有7列“RTL型美铁燃气轮机动车组”都重新编号，并采用新的阿西乐风格涂装。 在2001年2月15日晚上的测试中，其中1列经升级而来的“RTL-3型美铁燃气轮机动车组”跑出了125英里/小时（201公里/小时）的速度。
第一列经升级而来的“RTL-3型美铁燃气轮机动车组”于2003年4月14日投入使用。 美铁和纽约州之间的协议规定，一旦美铁“完全接受”经升级而来的“RTL-3型美铁燃气轮机动车组”用于商业运营，纽约州将拥有这些动车组的所有权。在空调系统出现问题后，美铁于2003年6月退役所有“RTL-3型美铁燃气轮机动车组”。2004年，纽约州在联邦法院起诉美铁，要求赔偿4.77亿美元，原因是美铁没有运营“RTL-3型美铁燃气轮机动车组”且没有完成帝国走廊铁路提速至125英里/小时（201公里/小时）的工程构成违约。美铁在特拉华州贝尔的车辆段封存了这些列车。时任纽约州交通厅厅长的約瑟夫·休斯顿·博德曼（后来成为美铁总裁）指责美铁“偷走”了列车，并威胁要为该州的城际铁路服务寻找新的供应商。铁路机车牵引“美铁普运型铁路客车”的列车在商业运营中取代了该型动车组。
2005年4月，纽约州与超级钢铁公司（英文原名：Super Steel）达成协议，超级钢铁公司（英文原名：Super Steel）停止该项目，纽约州向超级钢铁公司（英文原名：Super Steel）支付550万美元以覆盖超级钢铁公司（英文原名：Super Steel）之前的投入，并将4列未成升级改造的列车存放在附近的工业园区。这项协议加上之前花费的6480万美元，使项目总支出达7030万美元。2007年，美铁和纽约州解决了诉讼，美铁赔偿纽约州2000万美元。美铁和纽约州同意分摊用于帝国走廊铁路升级的1000万美元。全部7列“RTL型美铁燃气轮机动车组”，美铁分得其中3列，纽约州分得其中4列。 纽约州曾每年支付15万美元来储存闲置的“RTL型美铁燃气轮机动车组”。2012年，纽约州将所拥有的4列“RTL型美铁燃气轮机动车组”及其备件拍卖，拍得42万美元，这些列车于2013年开始拆解报废。 剩下的3列“RTL型美铁燃气轮机动车组”在美国特拉华州贝尔存放至2018年，2018年1月时其中一列移至美国康涅狄格州纽黑文的雪松山编组场，另外两列移至美国新泽西州北布伦斯威克的亚当编组场。截至2021年4月，这两列动车组仍存放于亚当编组场。